# 中國國際友好聯絡會
中国国际友好联络会（英語：China Association for International Friendly Contact，简称“友联会”），是中华人民共和国从事国际和地区民间友好交流的全国性社会团体。

## 简介
1984年12月，中国国际友好联络会在中国北京成立。该会是由王震、王首道、黄華等人倡议建立，宗旨是“推动国际民间友好交流与合作，促进世界和平与发展”，发挥民间友好使者、经贸合作桥梁、文化交流纽带的作用。中国国际友好联络会成立后，在中国各省、直辖市、自治区及部分大城市陆续设立34个分会。
中国国际友好联络会对世界主要国家和地区的上层开展交往，开展多领域高层对话。宣传中国改革开放政策，介绍中国特色社会主义发展成就，吸引外国投资、技术、管理经验。
中国国际友好联络会下属的中国友联画院、跨文化交流中心同国外各方面团体和人士建立广泛联系，在世界各地举办文化展览、专题考察、文艺演出、体育比赛等活动。
中国国际友好联络会下属的和平与发展研究中心、国际网络信息交流中心开展国际学术交流，同国外智库和学术机构开展合作，举办和参与国际论坛、战略对话、国际问题研讨活动，出版国际政治类期刊《和平与发展》双月刊。
2016年深化国防和军队改革前，中国国际友好联络会的副会长多来自中國人民解放軍總政治部聯絡部，所以该会被認為是總政治部聯絡部下轄單位。

## 历届领导
第四届（2008年4月23日—2016年5月31日）
- 名誉会长：黄华、徐匡迪[2]
- 会长：李肇星[2]
- 常务副会长：邢运明[3]
- 副会长：邓榕[3]、沈卫平（任至2009年）[3]、邹征远（任至2009年）[3]、张德广[3]、杨振亚[3]、李晓华（2009年任）[5]、辛旗（2009年任）[6]、陈祖明（2011年—2014年）[7][8]、乙先（2015年5月任）
- 秘书长：陈祖明（任至2011年）[9]、宋恩垒（2011年任）[10]

第五届（2016年5月31日—）
- 会长：陈元[11]
- 副会长：乙先[11]、邓榕[11]、辛旗[11]、程国平[11]
- 秘书长：李浩宇[11]
- 顾问：刘大为、孙晓郁、何理良、张德广、李肇星、杨斯德、周文重、林毅夫、贺平、郝平、曹卫洲、梁湜[12]

## 外部連結
- 中国国际友好联络会官方网站（页面存档备份，存于）